# Franz West
(Franz West)
Franz West (Vienna, 16 febbraio 1947 – Vienna, 25 luglio 2012) è stato un artista austriaco.
È considerato uno degli artisti austriaci contemporanei più importanti.
È conosciuto soprattutto per i suoi oggetti e sculture non convenzionali, installazioni e opere di arredamento che spesso richiedono il coinvolgimento del pubblico.

## Biografia

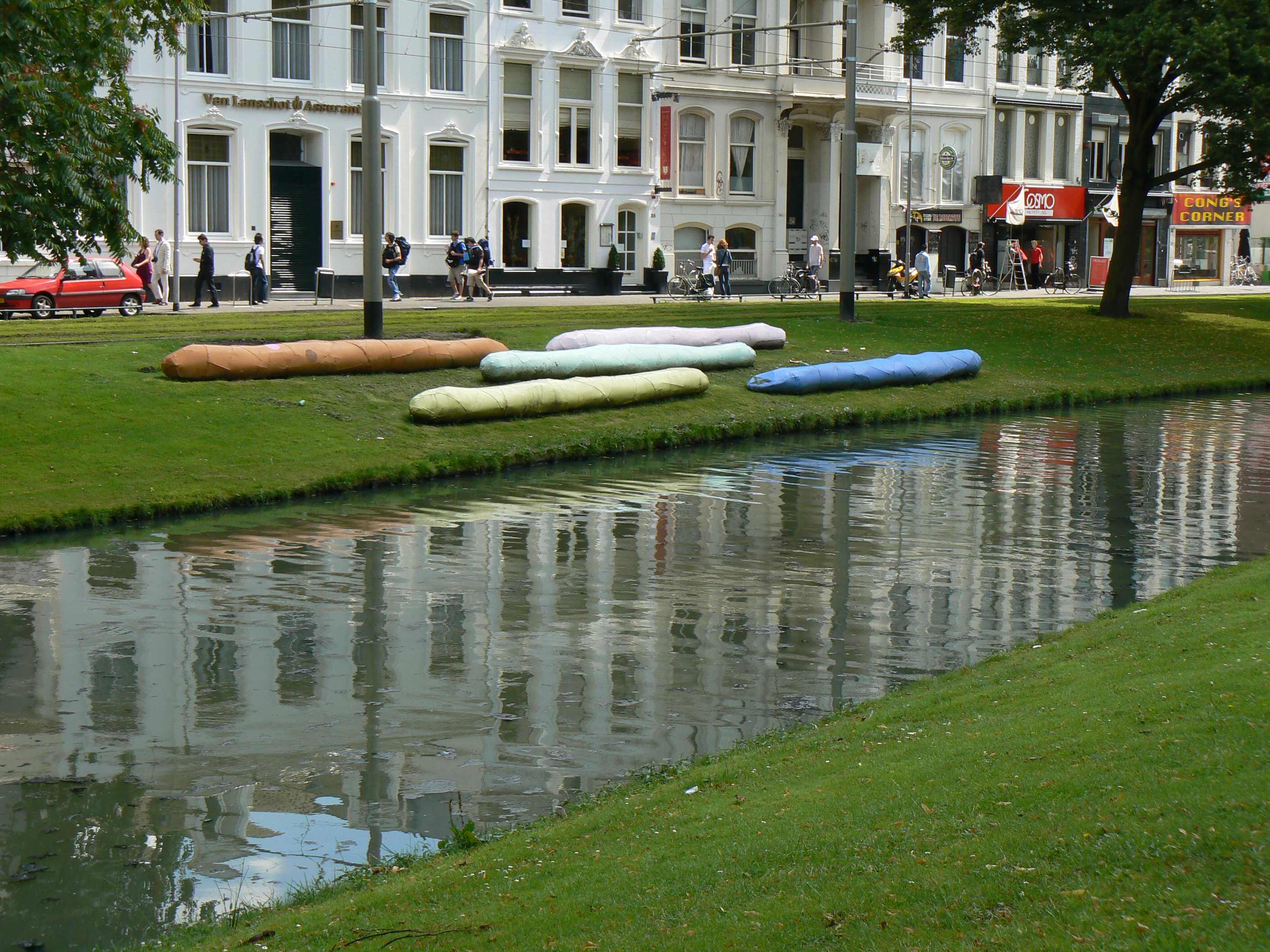
QWest (2001), Beeldenroute Westersingel, Rotterdam

Franz West, figlio di un commerciante di carbone e della dentista Emilie West, è cresciuto a Karl-Marx-Hof nel XIX distretto di Vienna. Grazie al fratello consanguineo Otto Kobalek, West ha iniziato a frequentare bar e caffè viennesi frequentati da artisti e a preparare i suoi primi lavori artistici da autodidatta.
Dal 1977 al 1982 ha studiato all'Accademia di belle arti di Vienna sotto Bruno Gironcoli.
West ha iniziato a realizzare disegni intorno al 1970 prima di passare ai collage e ai dipinti che incorporavano immagini di riviste e che mostravano l'influenza della Pop art.
La sua prassi artistica, iniziata come reazione al movimento dell'Azionismo viennese, è stata esposta in musei e gallerie per più di tre decenni.
Le opere d'arte di West sono realizzate in gesso, cartapesta, fili, poliestere, alluminio e altri materiali di uso comune. Ha iniziato a realizzare dipinti, poi si è dedicato a collage, sculture, sculture portatili chiamate "Adaptives" o "Fitting Pieces", ambienti e mobili – «sedie e divani in metallo saldato, alcuni minimamente imbottiti e rivestiti in lino grezzo». Per le sue prime sculture, West spesso copriva oggetti comuni – bottiglie, parti di macchine, mobili e altre cose non identificabili – con garza e gesso, producendo «oggetti grumosi, sporchi, biancastri».
A partire dagli anni novanta Franz West ha realizzato sculture colorate per esterni in alluminio e resina epossidica, che diventeranno una parte caratteristica del suo lavoro. Le figure amorfe sono state installate sia nei centri urbani che nelle aree rurali e possono essere viste come un'estensione dell'idea di West di invitare lo spettatore al dialogo.
Una delle sue prime sculture collocate all'aperto è stata Étude de couleur (1991), un orinatoio colorato, utilizzabile dai visitatori, installato sul tetto di Villa Arson di Nizza in occasione della mostra personale delle sue opere.
Nella stagione 1992/93 ha insegnato presso la Städelschule di Francoforte sul Meno.
Alla fine degli anni novanta West lavorava pezzi di alluminio verniciato di grandi dimensioni, i primi (e molti altri successivi) ispirati alle forme dei würstel, nonché alle forme degli Adaptive. Con i loro colori monocromi e le superfici irregolari, queste opere erano pensate anche per sedersi e sdraiarsi.
Particolarmente famose sono state le sculture Vier Larven (quattro larve) del 2001, composte da più parti in alluminio verniciato, compreso un pannello con una citazione di Eraclito («A chi discende nello stesso fiume sopraggiungono acque sempre nuove», Frammento 12). Le quattro teste astratte, alte circa 3 metri, sono state installate su ciascuna pietra angolare del ponte Stubenbrücke a Vienna, dove sono rimaste esposte sino al 2021.
Una delle sue più grandi opere esposte all'aperto è il gruppo scultoreo in quattro parti Les pommes d'Adam, alto sino a otto metri, collocato in Place Vendôme a Parigi in occasione della Foire Internationale d'art contemporain (FIAC) nel 2007.
Il Baltimore Museum of Art, con la coordinazione della curatrice senior di arte contemporanea, Darsie Alexander, ha ospitato la prima retrospettiva completa delle opere di Franz West per la prima volta proposta negli Stati Uniti (Franz West, To Build a House You Start with the Roof: Work, 1972-2008, 12 ottobre 2008 - 4 gennaio 2009), poi al Los Angeles County Museum of Art dal 15 marzo al 7 giugno 2009, che comprendeva la sua ultima scultura progettata appositamente per il Baltimore Museum of Art, The Ego and the Id, che «è costituito da due configurazioni di anelli spiegazzati simili a nastri che si innalzano per circa 20 piedi [6 metri] di altezza. Uno è rosa brillante, l'altro dipinto con cura in blocchi di verde, giallo, blu e arancione. Entrambi hanno sgabelli rotondi che sporgono dalle estremità inferiori degli anelli».
Per la stagione lirica 2009/10 della Wiener Staatsoper Franz West ha presentato un quadro di grandi dimensioni, 176 m², come parte della serie di mostre Eiserner Vorhang (sipario di ferro), ideate per il progetto museum in progress.
Nel corso della sua carriera West ha collaborato con altri artisti, come il concettuale Bernhard Cella, il concettuale Douglas Gordon, il musicista Fred Jellinek, il designer Mathis Esterhazy e la ceramista georgiana Tamuna Sirbiladze (moglie di West). Nel periodo 2010-2012 West ha collaborato con il collega Anselm Reyle per una serie di mobili progettati come sculture.

## Opere
- Invenzione (2004)

## Collezioni
Le sue opere si trovano in importanti collezioni tra cui:
- Clamp (1995) Kröller-Müller Museum, Otterlo
- Flause (1998) Museum Abteiberg, Mönchengladbach
- Viennoiserie (1998) Tate Modern, Londen
- Paßstücke (1998/1999) Bonnefantenmuseum, Maastricht
- QWest (2001) Beeldenroute Westersingel, Rotterdam
- Adaptive (2003) Museum of Modern Art, New York
- Hain (2006) MuHKA, Antwerpen
- Autotheater (2010) Museo MADRE - Naples, Italy.

## Riconoscimenti
- 1986 – Premio Otto Mauer-Preis, Vienna
- 1988 – Premio Città di Vienna per le Belle arti
- 1993 – Premio scultura della Fondazione Generali, Vienna
- 1998 – Premio Wolfgang-Hahn, Museo Ludwig di Colonia
- 2011 – Leone d'oro alla carriera, LIV Esposizione internazionale d'arte di Venezia[23]

### Omaggi
- Il 14 maggio 2013 le poste austriache hanno onorato Franz Weist nel 1º anniversario della morte con l'emissione di un francobollo.[25]